# Gare de Tsuyama
La gare de Tsuyama (津山駅, Tsuyama-eki) est une gare ferroviaire localisée dans la ville de Tsuyama, dans la préfecture d'Okayama au Japon. La gare est exploitée par la compagnie JR West.

## Situation ferroviaire
La gare de Niimi est située au point kilométrique (PK) 86,3 de la ligne Kishin. Elle marque la fin de la ligne Tsuyama.

## Histoire
La gare a été inaugurée le 21 août 1923.

## Service des voyageurs

### Accueil
La gare dispose d'un bâtiment voyageurs ouvert tous les jours, avec des guichets pour l'achat de titres de transport.

### Desserte
La gare de Tsuyama est une gare disposant de deux quais et de quatre voies
| N° de voie | Ligne           | Direction                         |
| ---------- | --------------- | --------------------------------- |
| 1          | B Ligne Inbi    | Mimasaka-Kamo ・ Chizu ・ Tottori |
| 2          | K Ligne Kishin  | Hayashino ・ Sayo ・ Himeji       |
| 3          | K Ligne Kishin  | Chūgoku-Katsuyama ・ Niimi        |
| 4          | T Ligne Tsuyama | Fukuwatari ・ Okayama             |

| JR West           |               |                                     |               |                   |
| Direction Himeji  | Ligne Kinshin | Ligne Kinshin                       | Ligne Kinshin | Direction Niimi   |
| Higashi-Tsuyama   |               | -                                   |               | Innoshō           |
| Direction Tottori | Ligne Inbi    | Ligne Inbi                          | Ligne Inbi    | Direction Tsuyama |
| Higashi-Tsuyama   |               | -                                   |               | Terminus          |
| Direction Okayama | Ligne Tsuyama | Ligne Tsuyama                       | Ligne Tsuyama | Direction Tsuyama |
| Kamenokō          |               | Rapid Service Kotobuki ことぶき快速 |               | Terminus          |
| Tsuyamaguchi      |               | Local 普通                          |               | Terminus          |